# محمد زعل السلوم
محمد زعل السلوم (بالإنكليزية:Muhammad Zaal Alsalloum) ولد في مدينة دمشق 4 نيسان 1979، لكن تاريخ ميلاده في الأوراق الرسمية هو 1 أيار 1979،  شاعر وباحث وصحفي وروائي سوري وتعود أصوله إلى إحدى الأسر العريقة التي نزحت من الجولان السوري عام 1967م، والده زعل ناصر السلوم (1943-2011) شيخ قبيلة العجارمة بنو مهدي من مهرة من قضاعة في سوريا. 
ومحمد زعل السلوم عضو مكتب تنفيذي دورة (2023-2026) في رابطة الكتاب السوريين في باريس وكذلك عضو رابطة الصحفيين السوريين وبيت الإعلاميين العرب في إسطنبول، ومدير تحرير مجلة أوراق لرابطة الكتاب السوريين في باريس؛ أقام في اسطنبول أعوام 2017-2023 وانتقل إلى فرنسا يوم 22 اكتوبر 2023 ليقيم في مدينة ليون.

## حياته ومسيرته المهنية
ولد في مدينة دمشق وعاش جلّ حياته فيها تخرج من كلية الآداب قسم اللغة الفرنسية في جامعة دمشق عام 2007م و درس ماجستير ترجمة فورية وترجمة في المعهد العالي للترجمة الفورية في جامعة دمشق وحصل على شهادة التربية وعلم النفس الصادرة عن الأونروا، ثم عمل مدرساً للغة الفرنسية في المدارس التابعة للأمم المتحدة وكالة الغوث الفلسطينية لتشغيل اللاجئين الأونروا كانت بدايته الأدبية عام 2003م وطبع ديوانه الأول عرمة قمح عام 2014م في مطبعة مراد ثم أصدر ديوانه الثاني الحب والتكوين عام 2014 من دار بعل ثم أصدر ديوانه الثالث أوبوا عام 2014 من دار بعل، وشارك في ديوان باللغة الإسبانية تم إصداره في مجلة السرفانتيس برعاية المركز الثقافي الإسباني في دمشق، شارك في ترجمة عدد كبير من الكتب والأبحاث الاجتماعية والسياسية والأدبية والثقافية من اللغات الفرنسية والإنكليزية والإسبانية والإيطالية للغة العربية، عمل بعد ذلك في كتابة المقالات الاجتماعية والسياسية وعدد من الأبحاث إلى أن أصدر كتابه وقالت الصفحات عام 2020، كما رشح عام 2021 لدخول موسوعة غينيس بعد إصداره 14 كتاباً في تركيا.

## الأعمال
للكاتب عدد من الأعمال الشعرية والروائية والدراسات والمقالات.
1. الحب والتكوين، ديوان شعر.
2. أوبوا، ديوان شعر.
3. عرمة قمح، ديوان شعر (ردمك 9786057486561)
4. وقالت الصفحات، مقالات (ردمك 9786058170223)
5. هانا واساكو (الوردة المتفتحة)، ديوان شعر (ردمك 9786057023728)
6. ألفية الجنون، ديوان شعر (ردمك 9786057486547)
7. ألفية بغداد، ديوان شعر (ردمك 9786057486530)
8. تغريدات الليل والوجد، ديوان شعر (ردمك 9786057486585)
9. الخوارج على الحب، ديوان شعر (ردمك 9786057486554)
10. إكليل الغرباء، ديوان شعر (ردمك 9786057486578)
11. وتبقى دمشق، ديوان شعر (ردمك 9786057486523)
12. هانامي الياسمين، ديوان شعر (ردمك 9786057482013)
13. هافامال، ديوان شعر (ردمك 9786057482044)
14. أيتام محمد (مادالا)، ديوان شعر (ردمك 9786057482006)
15. النبش والهذيان، ديوان شعر (ردمك 9786057486592)
16. نثريات حالمة، ديوان شعر (ردمك 9786057482037)
17. مشرد البوسفور، رواية (ردمك 9786057482075)
18. أدب اللجوء السوري.[7] عام 2018.

## الجوائز الحاصل عليها
1. تم تكريمه عدة مرات كأحد أفضل معلمي الأونروا في سوريا أعوام (2013 - 2014 - 2015).
2. حصل على جائزة كاوازاكي (أشعار من أجل السلام) في اليابان عام 2019م[8][9] حيث يعد أول أجنبي يحصل على هذه الجائزة.